# Sunrise (ラジオ番組)
『Sunrise』（サンライズ）は、LOVE FMで放送されているラジオ番組。パーソナリティはSamantha Vega。かつては同じMegaNet系列局のInterFM897、RADIO-iでも放送されていた。

## パーソナリティ
- Samantha Vega

InterFM897では放送終了後長らく彼女の声を聴くことが出来なかったが、2020年5月4日から「Power of Music ～今こそ聴きたい音楽～」を担当する事となり、再び声が聴けることとなった。

## 放送時間

### 現在
LOVE FM
- 毎週月曜 - 金曜 5:00 - 6:30
- 毎週土曜 5:00 - 7:30
- 毎週日曜 5:00 - 6:25

### 過去
InterFM897バージョン
- 2013年4月の改編で放送を終了した。
- 平日　5:00 - 7:00（TOKYO SUNRISEとして放送）
- 土・日　5:00 - 6:00（SATURDAY SUNRISE[注釈 4] / SUNDAY SUNRISEとして放送）[注釈 5]

RADIO-i・Love FMバージョン
- RADIO-i
  - 2010年9月、Radio-i閉局に伴い番組終了。
  - 土・日　5:00 - 6:00[注釈 6]
- Love FM
  - Radio-iが2010年に、InterFM897が2013年にネットを終了したため、現在はLove FMがSunriseを放送する唯一の局となっている。
  - 改編により土日の放送時間に変動が出る[注釈 7]。
  - 平日・日曜　5:00 - 7:00
  - 土曜　5:00 - 8:00 → 5:00 - 7:30[注釈 8]

## 放送内容
ネットしている3局の共通点は、全編英語での挨拶・曲解説や紹介、フリートークで放送されているということ。ただし、InterFM897での放送とRADIO-i・Love FMでの放送には若干の差異がある。
1. 流れている曲目が異なる。
2. InterFM897での放送バージョンの場合、放送エリア内でのイベント情報が流れる。ただしLove FM単独になって以降は、福岡の放送局としての色彩が強くなっているため、イベント情報が流れることもある。

など。

## 補足
- 同じMegaNetでもFM COCOLOでは、同じ時間帯は「BBC News」（5:00 - 6:00）などを放送している。
- RADIO-iでは、平日の5:00 - 7:00は「DAY BREAKER〜MUSIC&NEWS〜」を放送していた。ただし、パーソナリティは同じ。
- RADIO-iでは、当番組は枠縮小があったものの、同局では数少ない開局から閉局の10年半放送された長期番組になった（ミニ番組除く）。